# Arctostaphylos pechoensis
Arctostaphylos pechoensis är en ljungväxtart som först beskrevs av LeRoy Abrams, och fick sitt nu gällande namn av William Russel Dudley. Arctostaphylos pechoensis ingår i släktet mjölonsläktet, och familjen ljungväxter. Inga underarter finns listade i Catalogue of Life.